# Torneo de Roland Garros 2016
El Torneo de Roland Garros 2016 (también conocido como Abierto de Francia) fue un torneo de tenis que se llevó a cabo sobre pistas de tierra batida del Stade Roland Garros, París, Francia. Esta fue la 115.ª edición del Torneo de Roland Garros y el segundo torneo de Grand Slam de 2016. En la previa, los máximos favoritos a ganar este torneo eran el serbio Novak Djokovic (número 1 de la lista de clasificación ATP y ganador del Masters 1000 de Madrid), el español Rafael Nadal (número 5 y 9 veces campeón de Roland Garros), el británico Andy Murray (número 2 de la lista de clasificación ATP y ganador del Masters 1000 de Roma) y el suizo Stan Wawrinka (número 4 de la lista de clasificación ATP y campeón defensor), entre otros.
En España, los derechos en exclusiva los compartían los canales de pago Eurosport 1 y Eurosport 2, a excepción de las finales individuales masculina y femenina y las semifinales con participación española, que por motivos de interés general debieron compartirlas con el canal en abierto Discovery MAX.

## Puntos y premios

### Distribución de puntos

#### Profesionales
| Evento                  | G    | F    | SF  | CF  | Ronda de 16 | Ronda de 32 | Ronda de 64 | Ronda de 128 | Q  | Q3 | Q2 | Q1 |
| Individuales masculinos | 2000 | 1200 | 720 | 360 | 180         | 90          | 45          | 10           | 25 | 16 | 8  | 0  |
| Dobles Masculino        | 2000 | 1200 | 720 | 360 | 180         | 90          | 0           | —            | —  | —  | —  | —  |
| Individuales femeninos  | 2000 | 1300 | 780 | 430 | 240         | 130         | 70          | 10           | 40 | 30 | 20 | 2  |
| Dobles Femenino         | 2000 | 1300 | 780 | 430 | 240         | 130         | 10          | —            | —  | —  | —  | —  |

| Evento          | G   | F   | SF/3.ª | CF/4.ª |
| Individuales    | 800 | 500 | 375    | 100    |
| Dobles          | 800 | 500 | 100    | —      |
| C. Individuales | 800 | 500 | 100    | —      |
| C. Dobles       | 800 | 100 | —      | —      |

| Evento                 | G   | F   | SF  | CF  | Ronda de 16 | Ronda de 32 | Q  | Q3 |
| Individuales Jóvenes   | 375 | 270 | 180 | 120 | 75          | 30          | 25 | 20 |
| Individuales Señoritas | 375 | 270 | 180 | 120 | 75          | 30          | 25 | 20 |
| Dobles Jóvenes         | 270 | 180 | 120 | 75  | 45          | —           | —  | —  |
| Dobles Señoritas       | 270 | 180 | 120 | 75  | 45          | —           | —  | —  |

### Premios en efectivo
| Evento                          | G          | F        | SF       | CF       | Ronda de 16 | Ronda de 32 | Ronda de 64 | Ronda de 128 | Q3      | Q2     | Q1     |
| Individuales                    | €1,800,000 | €900,000 | €450,000 | €250,000 | €145,000    | €85,000     | €50,000     | €27,000      | €12,000 | €6,000 | €3,000 |
| Dobles *                        | €450,000   | €225,000 | €112,500 | €61,000  | €33,000     | €18,000     | €9,000      | —            | —       | —      | —      |
| Dobles Mixtos*                  | €114,000   | €57,000  | €28,000  | €15,000  | €8,000      | €4,000      | —           | —            | —       | —      | —      |
| Individuales en Silla de Ruedas | €28,000    | €14,000  | €7,000   | €4,000   | —           | —           | —           | —            | —       | —      | —      |
| Dobles en Silla de Ruedas *     | €8,000     | €4,000   | €2,400   | —        | —           | —           | —           | —            | —       | —      | —      |

* Por equipo

## Actuación de los jugadores en el torneo

### Individual masculino
| Campeón                        | Campeón                  | Finalista                | Finalista                  |
| ------------------------------ | ------------------------ | ------------------------ | -------------------------- |
| Novak Djokovic [1]             | Novak Djokovic [1]       | Andy Murray [2]          | Andy Murray [2]            |
| Eliminados en semifinales      |                          |                          |                            |
| Dominic Thiem [13]             | Dominic Thiem [13]       | Stan Wawrinka [3]        | Stan Wawrinka [3]          |
| Eliminados en Cuarto de final  |                          |                          |                            |
| Tomáš Berdych [7]              | David Goffin [12]        | Albert Ramos-Viñolas     | Richard Gasquet [9]        |
| Eliminados en la Cuarta ronda  |                          |                          |                            |
| Roberto Bautista Agut [14]     | David Ferrer [11]        | Marcel Granollers        | Ernests Gulbis             |
| Milos Raonic [8]               | Viktor Troicki [22]      | Kei Nishikori [5]        | John Isner [15]            |
| Eliminados en la Tercera ronda |                          |                          |                            |
| Aljaž Bedene                   | Borna Ćorić              | Feliciano López [21]     | Pablo Cuevas [25]          |
| Rafael Nadal [4]               | Alexander Zverev         | Nicolás Almagro          | Jo-Wilfried Tsonga [6]     |
| Andrej Martin [LL]             | Jack Sock [23]           | Gilles Simon [16]        | Jeremy Chardy [30]         |
| Fernando Verdasco              | Nick Kyrgios [17]        | Teimuraz Gabashvili      | John Isner [15]            |
| Eliminados en la Segunda ronda |                          |                          |                            |
| Steve Darcis [Q]               | Pablo Carreño            | Bernard Tomic [20]       | Paul-Henri Mathieu         |
| Juan Mónaco                    | Víctor Estrella          | Quentin Halys [WC]       | Malek Jaziri               |
| Facundo Bagnis                 | Nicolas Mahut            | Stephane Robert [WC]     | Guillermo García-López     |
| Carlos Berlocq [Q]             | Jiri Vesely              | João Sousa [26]          | Marcos Baghdatis           |
| Adrian Mannarino               | Lucas Pouille [29]       | Dustin Brown [Q]         | Marco Trungelliti [Q]      |
| Guido Pella                    | Dusan Lajović            | Adam Pavlásek [LL]       | Taro Daniel                |
| Andréi Kuznetsov               | Ivan Dodig               | Igor Sijsling [LL]       | Bjorn Fratangelo [WC]      |
| Kyle Edmund                    | Benoît Paire [19]        | Jordan Thompson [WC]     | Mathias Bourgue [WC]       |
| Eliminados en la Primera ronda |                          |                          |                            |
| Lu Yen-hsun                    | Marsel Ilhan [Q]         | Gerald Melzer [Q]        | Federico Delbonis [31]     |
| Brian Baker [PR]               | Taylor Fritz             | Santiago Giraldo         | Dmitri Tursúnov [PR]       |
| Yevgueni Donskoi               | Denis Istomin            | Illya Marchenko          | Thomas Fabbiano [LL]       |
| Tobias Kamke [Q]               | Hyeon Chung              | Florian Mayer [PR]       | Vasek Pospisil             |
| Sam Groth                      | Kenny de Schepper [Q]    | Ricardas Berankis        | Fabio Fognini [32]         |
| Kevin Anderson [18]            | Pierre-Hugues Herbert    | Thiemo de Bakker         | Iñigo Cervantes            |
| Gregoire Barrere [WC]          | Paolo Lorenzi            | Rajeev Ram               | Philipp Kohlschreiber [24] |
| Damir Džumhur                  | Andreas Seppi            | Gilles Müller            | Jan-Lennard Struff [Q]     |
| Janko Tipsarević [PR]          | Mijaíl Kukushkin         | Daniel Muñoz de La Nava  | Julien Benneteau [WC]      |
| Robin Haase                    | Dudi Sela                | Horacio Zeballos         | Marin Čilić [10]           |
| Rogério Dutra Silva            | Diego Schwartzman        | Denis Kudla              | Grigor Dimitrov            |
| Leonardo Mayer                 | Roberto Carballés [Q]    | Martin Kližan            | Lukáš Rosol                |
| Simone Bolelli                 | Benjamin Becker          | Mijaíl Yuzhny            | Steve Johnson [33]         |
| Marco Cecchinato               | Adrian Ungur [Q]         | Sam Querrey              | Thomaz Bellucci            |
| John Millman                   | Nikoloz Basilashvili [Q] | Donald Young             | Radu Albot [Q]             |
| Albert Montañés                | Laslo Djere [Q]          | Jordi Samper-Montaña [Q] | Radek Štěpánek [Q]         |

### Individual femenino
| Campeona                       | Campeona                  | Finalista                      | Finalista                  |
| ------------------------------ | ------------------------- | ------------------------------ | -------------------------- |
| Garbiñe Muguruza [4]           | Garbiñe Muguruza [4]      | Serena Williams [1]            | Serena Williams [1]        |
| Eliminadas en semifinales      |                           |                                |                            |
| Kiki Bertens                   | Kiki Bertens              | Samantha Stosur [21]           | Samantha Stosur [21]       |
| Eliminadas en Cuarto de final  |                           |                                |                            |
| Yulia Putintseva               | Timea Bacsinszky [8]      | Shelby Rogers                  | Tsvetana Pironkova         |
| Eliminadas en la Cuarta ronda  |                           |                                |                            |
| Elina Svitolina [18]           | Carla Suárez Navarro [12] | Madison Keys [15]              | Venus Williams [9]         |
| Irina-Camelia Begu [25]        | Svetlana Kuznetsova [13]  | Simona Halep [6]               | Agnieszka Radwańska [2]    |
| Eliminadas en la Tercera ronda |                           |                                |                            |
| Kristina Mladenovic [26]       | Ana Ivanovic [14]         | Dominika Cibulková [22]        | Karin Knapp                |
| Daria Kasatkina [29]           | Mónica Puig               | Alizé Cornet                   | Pauline Parmentier         |
| Annika Beck                    | Petra Kvitová [10]        | Anastasiya Pavliuchenkova [24] | Yanina Wickmayer           |
| Naomi Osaka                    | Lucie Šafářová [11]       | Sloane Stephens [19]           | Barbora Strýcová [30]      |
| Eliminadas en la Segunda ronda |                           |                                |                            |
| Teliana Pereira                | Tímea Babos               | Taylor Townsend [WC]           | Kurumi Nara                |
| Wang Qiang                     | Ana Konjuh                | Andrea Petkovic [28]           | Anastasija Sevastova       |
| Camila Giorgi                  | Virginie Razzano [WC]     | Julia Görges                   | Mariana Duque Mariño       |
| Louisa Chirico                 | Tatjana Maria             | Irina Falconi                  | Eugenie Bouchard           |
| Kateryna Bondarenko            | Coco Vandeweghe           | Yelena Vesnina                 | Hsieh Su-wei               |
| Heather Watson                 | Çağla Büyükakçay [Q]      | Yekaterina Makarova [27]       | Myrtille Georges [WC]      |
| Zarina Diyas                   | Mirjana Lučić-Baroni      | Zhang Shuai                    | Viktorija Golubic [Q]      |
| Johanna Larsson                | Verónica Cepede Royg [Q]  | Polona Hercog                  | Caroline Garcia            |
| Eliminadas en la Primera ronda |                           |                                |                            |
| Magdaléna Rybáriková           | Kristýna Plíšková         | Samantha Crawford              | Francesca Schiavone        |
| Sorana Cîrstea [Q]             | Amandine Hesse [WC]       | Denisa Allertová               | Océane Dodin [WC]          |
| Kateřina Siniaková             | Tessah Andrianjafitrimo   | Arina Rodionova [WC]           | Zheng Saisai               |
| Laura Robson [PR]              | Aleksandra Wozniak [PR]   | Sachia Vickery [Q]             | Victoria Azarenka [5]      |
| Angelique Kerber [3]           | Alizé Lim [WC]            | İpek Soylu [Q]                 | Anna-Lena Friedsam         |
| Johanna Konta [20]             | Olga Govortsova           | Daria Gavrilova                | Donna Vekić                |
| Anett Kontaveit                | Lauren Davis              | Kirsten Flipkens               | Jelena Janković [23]       |
| Monica Niculescu [31]          | Mona Barthel              | Laura Siegemund                | Silvia Soler Espinosa [LL] |
| Roberta Vinci [7]              | Maryna Zanevska [Q]       | Naomi Broady                   | Bethanie Mattek-Sands      |
| Karolína Plíšková [17]         | Madison Brengle           | Lara Arruabarrena              | Danka Kovinić              |
| Yaroslava Shvedova             | Nicole Gibbs              | Aliaksandra Sasnovich          | Sara Sorribes Tormo [Q]    |
| Varvara Lepchenko              | Alexandra Dulgheru        | Christina McHale               | Anna Schmiedlová           |
| Nao Hibino                     | Carina Witthöft           | Daniela Hantuchová [Q]         | Jeļena Ostapenko [32]      |
| Misaki Doi                     | Galina Voskoboeva [PR]    | Alison Riske                   | Vitalia Diatchenko [PR]    |
| Sara Errani [16]               | Magda Linette             | Sabine Lisicki                 | Margarita Gasparyan        |
| Lucie Hradecká [Q]             | Lourdes Domínguez Lino    | Lesia Tsurenko                 | Bojana Jovanovski          |

## Resumen del torneo

### Día 1 (22 de mayo)
- Orden de juego
- Cabezas de serie eliminados:
  - Individuales masculinos:
  - Individuales femeninos:

| Partidos en canchas principales                      | Partidos en canchas principales                 | Partidos en canchas principales                 | Partidos en canchas principales          |
| Partidos en el Estadio Philippe Chatrier             | Partidos en el Estadio Philippe Chatrier        | Partidos en el Estadio Philippe Chatrier        | Partidos en el Estadio Philippe Chatrier |
| Modalidad                                            | Ganadores                                       | Perdedores                                      | Resultado                                |
| ---------------------------------------------------- | ----------------------------------------------- | ----------------------------------------------- | ---------------------------------------- |
| Individuales femeninos - Primera ronda               | Petra Kvitová [10]                              | Danka Kovinić                                   | 6-2, 4-6, 7-5                            |
| Individuales masculinos - Primera ronda              | Kei Nishikori [5] vs. Simone Bolelli            | Kei Nishikori [5] vs. Simone Bolelli            | 6–1, 7–5, 2–1, suspendido                |
| Individuales femeninos - Primera ronda               | Anna Schmiedlová vs. Garbiñe Muguruza [4]       | Anna Schmiedlová vs. Garbiñe Muguruza [4]       | cancelado                                |
| Individuales masculinos - Primera ronda              | Jérémy Chardy [30] vs. Leonardo Mayer           | Jérémy Chardy [30] vs. Leonardo Mayer           | cancelado                                |
| Partidos en la Cancha Suzanne Lenglen (Grandstand)   |                                                 |                                                 |                                          |
| Modalidad                                            | Ganadores                                       | Perdedores                                      | Resultado                                |
| Individuales masculinos - Primera ronda              | Benoît Paire [19]                               | Radu Albot [Q]                                  | 6–2, 4–6, 6–4, 1–6, 6–4                  |
| Individuales femeninos - Primera ronda               | Lucie Šafářová [11]                             | Vitalia Diachenko [PR]                          | 6–0, 6–2                                 |
| Individuales masculinos - Primera ronda              | Milos Raonic [8] vs. Janko Tipsarević           | Milos Raonic [8] vs. Janko Tipsarević           | cancelado                                |
| Individuales femeninos - Primera ronda               | Simona Halep [6] vs. Nao Hibino                 | Simona Halep [6] vs. Nao Hibino                 | cancelado                                |
| Partidos en la Cancha 1                              |                                                 |                                                 |                                          |
| Modalidad                                            | Ganadores                                       | Perdedores                                      | Resultado                                |
| Individuales masculinos - Primera ronda              | Nick Kyrgios [17]                               | Marco Cecchinato                                | 7–6(8–6), 7–6(8–6) 6–4                   |
| Individuales femeninos - Primera ronda               | Svetlana Kuznetsova [13] vs. Yaroslava Shvedova | Svetlana Kuznetsova [13] vs. Yaroslava Shvedova | 4–6, 6–1, 3–1, suspendido                |
| Individuales femeninos - Primera ronda               | Karolína Plíšková [17] vs. Shelby Rogers        | Karolína Plíšková [17] vs. Shelby Rogers        | cancelado                                |
| Individuales masculinos - Primera ronda              | John Isner [15] vs. John Millman                | John Isner [15] vs. John Millman                | cancelado                                |
| Fondo de color indica un partido de la rama femenina |                                                 |                                                 |                                          |

### Día 2 (23 de mayo)
- Orden de juego
- Cabezas de serie eliminados: 
  - Individuales masculinos:  Marin Čilić [10],  Steve Johnson [33]
  - Individuales femeninos:  Roberta Vinci [7],  Sara Errani [13],  Karolína Plíšková [17],  Jeļena Ostapenko [32]

| Partidos en canchas principales                      | Partidos en canchas principales                 | Partidos en canchas principales                 | Partidos en canchas principales          |
| Partidos en el Estadio Philippe Chatrier             | Partidos en el Estadio Philippe Chatrier        | Partidos en el Estadio Philippe Chatrier        | Partidos en el Estadio Philippe Chatrier |
| Modalidad                                            | Ganadores                                       | Perdedores                                      | Resultado                                |
| ---------------------------------------------------- | ----------------------------------------------- | ----------------------------------------------- | ---------------------------------------- |
| Individuales masculinos - Primera ronda              | Stan Wawrinka [3]                               | Lukáš Rosol                                     | 4-6, 6-1, 3-6, 6-3, 6-4                  |
| Individuales masculinos - Primera ronda              | Kei Nishikori [5]                               | Simone Bolelli                                  | 6–1, 7–5, 6-3                            |
| Individuales femeninos - Primera ronda               | Agnieszka Radwańska [2]                         | Bojana Jovanovski                               | 6–2, 6–0                                 |
| Individuales masculinos - Primera ronda              | Radek Štěpánek [Q] vs. Andy Murray [2]          | Radek Štěpánek [Q] vs. Andy Murray [2]          | 6–3, 6–3, 0–6, 2–4 suspendido            |
| Individuales femeninos - Primera ronda               | Alizé Cornet vs. Kirsten Flipkens               | Alizé Cornet vs. Kirsten Flipkens               | cancelado                                |
| Partidos en la Cancha Suzanne Lenglen (Grandstand)   |                                                 |                                                 |                                          |
| Modalidad                                            | Ganadores                                       | Perdedores                                      | Resultado                                |
| Individuales femeninos - Primera ronda               | Garbiñe Muguruza [4]                            | Anna Schmiedlová                                | 3–6, 6–3, 6–3                            |
| Individuales masculinos - Primera ronda              | Gilles Simon [16]                               | Rogério Dutra Silva                             | 7-6(5), 6-4, 6-2                         |
| Individuales masculinos - Primera ronda              | Richard Gasquet                                 | Thomaz Bellucci                                 | 6-1, 6-3, 6-4                            |
| Individuales femeninos - Primera ronda               | Océane Dodin [WC] vs. Ana Ivanović [14]         | Océane Dodin [WC] vs. Ana Ivanović [14]         | cancelado                                |
| Partidos en la Cancha 1                              |                                                 |                                                 |                                          |
| Modalidad                                            | Ganadores                                       | Perdedores                                      | Resultado                                |
| Individuales masculinos - Primera ronda              | Jérémy Chardy [30]                              | Leonardo Mayer                                  | 6–4, 3–6, 6–4, 6–2                       |
| Individuales femeninos - Primera ronda               | Svetlana Kuznetsova [13] vs. Yaroslava Shvedova | Svetlana Kuznetsova [13] vs. Yaroslava Shvedova | 4–6, 6–1, 3–1, continuación              |
| Individuales femeninos - Primera ronda               | Caroline Garcia                                 | Lesia Tsurenko                                  | 7–5, 6–3                                 |
| Individuales masculinos - Primera ronda              | Julien Benneteau [WC] vs. Lucas Pouille [29]    | Julien Benneteau [WC] vs. Lucas Pouille [29]    | 3–6, 6–3, 4–6 suspendido                 |
| Individuales femeninos - Primera ronda               | Elina Svitolina [18] vs. Sorana Cîrstea [Q]     | Elina Svitolina [18] vs. Sorana Cîrstea [Q]     | cancelado                                |
| Fondo de color indica un partido de la rama femenina |                                                 |                                                 |                                          |

### Día 3 (24 de mayo)
- Orden de juego
- Cabezas de serie eliminados: 
  - Individuales masculinos:  Kevin Anderson [18],  Philipp Kohlschreiber [24],  Federico Delbonis [31],  Fabio Fognini [32]
  - Individuales femeninos:  Angelique Kerber [3],  Victoria Azarenka [5],  Johanna Konta [20],  Jelena Janković [23],  Monica Niculescu [31]
  - Dobles masculinos:

| Partidos en canchas principales                      | Partidos en canchas principales          | Partidos en canchas principales          | Partidos en canchas principales          |
| Partidos en el Estadio Philippe Chatrier             | Partidos en el Estadio Philippe Chatrier | Partidos en el Estadio Philippe Chatrier | Partidos en el Estadio Philippe Chatrier |
| Modalidad                                            | Ganadores                                | Perdedores                               | Resultado                                |
| ---------------------------------------------------- | ---------------------------------------- | ---------------------------------------- | ---------------------------------------- |
| Individuales femeninos - Primera ronda               | Kiki Bertens                             | Angelique Kerber [3]                     | 6–2, 3–6, 6–3                            |
| Individuales masculinos - Primera ronda              | Andy Murray [2]                          | Radek Štěpánek [Q]                       | 3–6, 3–6, 6–0, 6–3, 7–5                  |
| Individuales masculinos - Primera ronda              | Novak Djokovic [1]                       | Lu Yen-hsun                              | 6–4, 6–1, 6–1                            |
| Individuales masculinos - Primera ronda              | Jo-Wilfried Tsonga [6]                   | Jan-Lennard Struff [Q]                   | 6–3, 6–4, 6–4                            |
| Individuales femeninos - Primera ronda               | Serena Williams [1]                      | Magdaléna Rybáriková                     | 6–2, 6–0                                 |
| Partidos en la Cancha Suzanne Lenglen (Grandstand)   |                                          |                                          |                                          |
| Modalidad                                            | Ganadores                                | Perdedores                               | Resultado                                |
| Individuales femeninos - Primera ronda               | Kristina Mladenovic [26]                 | Francesca Schiavone                      | 6–2, 6–4                                 |
| Individuales masculinos - Primera ronda              | Rafael Nadal [4]                         | Sam Groth                                | 6–1, 6–1, 6–1                            |
| Individuales femeninos - Primera ronda               | Ana Ivanović [14]                        | Océane Dodin [WC]                        | 6–0, 5–7, 6–2                            |
| Individuales masculinos - Primera ronda              | David Ferrer [11]                        | Yevgueni Donskoi                         | 6–1, 6–2, 6–0                            |
| Partidos en la Cancha 1                              |                                          |                                          |                                          |
| Modalidad                                            | Ganadores                                | Perdedores                               | Resultado                                |
| Individuales masculinos - Primera ronda              | Tomáš Berdych [7]                        | Vasek Pospisil                           | 6–3, 6–2, 6–1                            |
| Individuales masculinos - Primera ronda              | Lucas Pouille [29]                       | Julien Benneteau [WC]                    | 6–3, 4–6, 6–4, 7–6(7–4)                  |
| Individuales femeninos - Primera ronda               | Venus Williams [9]                       | Anett Kontaveit                          | 7–6(7–5), 7–6(7–4)                       |
| Individuales femeninos - Primera ronda               | Karin Knapp                              | Océane Dodin [WC]                        | 6–3, 6–7(6–8), 4–0, ret.                 |
| Individuales masculinos - Primera ronda              | David Goffin [12]                        | Grégoire Barrère [WC]                    | 6–3, 6–3, 6–4                            |
| Fondo de color indica un partido de la rama femenina |                                          |                                          |                                          |

### Día 4 (25 de mayo)
- Orden de juego
- Cabezas de serie eliminados: 
  - Individuales masculinos:  Benoît Paire [19],  Lucas Pouille [29]
  - Individuales femeninos:  Yekaterina Makarova [27]
  - Dobles masculinos:  Juan Sebastián Cabal/  Robert Farah [13]
  - Dobles femeninos:  Anabel Medina/  Arantxa Parra [13]

| Partidos en canchas principales                      | Partidos en canchas principales          | Partidos en canchas principales          | Partidos en canchas principales          |
| Partidos en el Estadio Philippe Chatrier             | Partidos en el Estadio Philippe Chatrier | Partidos en el Estadio Philippe Chatrier | Partidos en el Estadio Philippe Chatrier |
| Modalidad                                            | Ganadores                                | Perdedores                               | Resultado                                |
| ---------------------------------------------------- | ---------------------------------------- | ---------------------------------------- | ---------------------------------------- |
| Individuales femeninos - Segunda ronda               | Simona Halep [6]                         | Zarina Diyas                             | 7–6(7–5), 6–2                            |
| Individuales femeninos - Segunda ronda               | Garbiñe Muguruza [4]                     | Myrtille Georges [WC]                    | 6–2, 6–0                                 |
| Individuales masculinos - Segunda ronda              | Andy Murray [2]                          | Mathias Bourgue [WC]                     | 6–2, 2–6, 4–6, 6–2, 6–3                  |
| Individuales masculinos - Segunda ronda              | Milos Raonic [8]                         | Adrian Mannarino                         | 6-1, 7-6, 6-1                            |
| Partidos en la Cancha Suzanne Lenglen (Grandstand)   |                                          |                                          |                                          |
| Modalidad                                            | Ganadores                                | Perdedores                               | Resultado                                |
| Individuales femeninos - Segunda ronda               | Petra Kvitová [10]                       | Hsieh Su-wei                             | 6–4, 6–1                                 |
| Individuales masculinos - Segunda ronda              | Stan Wawrinka [3]                        | Taro Daniel                              | 7–6(9–7), 6–3, 6–4                       |
| Individuales masculinos - Segunda ronda              | Richard Gasquet [9]                      | Bjorn Fratangelo [WC]                    | 6-1, 7–6(7–3), 6-3                       |
| Individuales femeninos - Segunda ronda               | Agnieszka Radwańska [2]                  | Caroline Garcia                          | 6-2, 6-4                                 |
| Partidos en la Cancha 1                              |                                          |                                          |                                          |
| Modalidad                                            | Ganadores                                | Perdedores                               | Resultado                                |
| Individuales masculinos - Segunda ronda              | Kei Nishikori [5]                        | Andrey Kuznetsov                         | 6–3, 6–3, 6–3                            |
| Individuales femeninos - Segunda ronda               | Lucie Šafářová [11]                      | Viktorija Golubic [Q]                    | 6–2, 6–2                                 |
| Individuales masculinos - Segunda ronda              | Gilles Simon [16]                        | Guido Pella                              | 4-6, 1-6, 7-5, 7-6, 6-4                  |
| Individuales femeninos - Segunda ronda               | Sloane Stephens [19]                     | Verónica Cepede Royg [Q]                 | 7-6(0), 6-1                              |
| Fondo de color indica un partido de la rama femenina |                                          |                                          |                                          |

### Día 5 (26 de mayo)
- Orden de juego
- Cabezas de serie eliminados: 
  - Individuales masculinos:  Bernard Tomic [20],  João Sousa [26]
  - Individuales femeninos:  Andrea Petkovic [28]
  - Dobles masculinos:
  - Dobles femeninos:  Chuang Chia-jung/  Hsieh Su-wei [16]

| Partidos en canchas principales                      | Partidos en canchas principales          | Partidos en canchas principales          | Partidos en canchas principales          |
| Partidos en el Estadio Philippe Chatrier             | Partidos en el Estadio Philippe Chatrier | Partidos en el Estadio Philippe Chatrier | Partidos en el Estadio Philippe Chatrier |
| Modalidad                                            | Ganadores                                | Perdedores                               | Resultado                                |
| ---------------------------------------------------- | ---------------------------------------- | ---------------------------------------- | ---------------------------------------- |
| Individuales femeninos - Segunda ronda               | Timea Bacsinszky [8]                     | Eugenie Bouchard                         | 6–4, 6–4                                 |
| Individuales masculinos - Segunda ronda              | Rafael Nadal [4]                         | Facundo Bagnis                           | 6-3, 6-0, 6-3                            |
| Individuales masculinos - Segunda ronda              | Jo-Wilfried Tsonga [6]                   | Marcos Baghdatis                         | 6–7(6–8), 3–6, 6–3, 6–2, 6–2             |
| Individuales femeninos - Segunda ronda               | Kristina Mladenovic [26]                 | Tímea Babos                              | 6–4, 6–3                                 |
| Partidos en la Cancha Suzanne Lenglen (Grandstand)   |                                          |                                          |                                          |
| Modalidad                                            | Ganadores                                | Perdedores                               | Resultado                                |
| Individuales masculinos - Segunda ronda              | Tomáš Berdych [7]                        | Malek Jaziri                             | 6-2, 2-6, 6-2, 6-4                       |
| Individuales masculinos - Segunda ronda              | Novak Djokovic [1]                       | Steve Darcis [Q]                         | 7-5, 6-3, 6-4                            |
| Individuales femeninos - Segunda ronda               | Serena Williams [1]                      | Teliana Pereira                          | 6–2, 6–1                                 |
| Individuales femeninos - Segunda ronda               | Venus Williams [9]                       | Louisa Chirico [Q]                       | 6–2, 6–1                                 |
| Partidos en la Cancha 1                              |                                          |                                          |                                          |
| Modalidad                                            | Ganadores                                | Perdedores                               | Resultado                                |
| Individuales femeninos - Segunda ronda               | Ana Ivanovic [14]                        | Kurumi Nara                              | 7–5, 6–1                                 |
| Individuales masculinos - Segunda ronda              | Roberto Bautista Agut [14]               | Paul-Henri Mathieu                       | 7-6(7-5), 6-4, 6-1                       |
| Individuales femeninos - Segunda ronda               | Daria Kasatkina [29]                     | Virginie Razzano [WC]                    | 3–6, 6–1, 6–3                            |
| Individuales masculinos - Segunda ronda              | David Ferrer [11]                        | Juan Mónaco                              | 6–7(4–7), 6–3, 6–4, 6–2                  |
| Fondo de color indica un partido de la rama femenina |                                          |                                          |                                          |

### Día 6 (27 de mayo)
- Orden de juego
- Cabezas de serie eliminados: 
  - Individuales masculinos:  Nick Kyrgios, [17]  Jeremy Chardy [30],  Ivo Karlović [27],  Gilles Simon [16]
  - Individuales femeninos:  Lucie Šafářová [11],  Barbora Strýcová [30],  Sloane Stephens [19]
  - Dobles masculinos:  Jean-Julien Rojer /  Horia Tecău [2],  Henri Kontinen /  John Peers [11]
  - Dobles femeninos:  Raquel Atawo /  Abigail Spears [8]

| Partidos en canchas principales                      | Partidos en canchas principales          | Partidos en canchas principales          | Partidos en canchas principales          |
| Partidos en el Estadio Philippe Chatrier             | Partidos en el Estadio Philippe Chatrier | Partidos en el Estadio Philippe Chatrier | Partidos en el Estadio Philippe Chatrier |
| Modalidad                                            | Ganadores                                | Perdedores                               | Resultado                                |
| ---------------------------------------------------- | ---------------------------------------- | ---------------------------------------- | ---------------------------------------- |
| Individuales femeninos - Tercera ronda               | Garbine Muguruza [4]                     | Yanina Wickmayer                         | 6-3, 6-0                                 |
| Individuales femeninos - Tercera ronda               | Samantha Stosur [21]                     | Lucie Šafářová [11]                      | 6-3, 6-7, 7-5                            |
| Individuales masculinos - Tercera ronda              | Richard Gasquet [9]                      | Nick Kyrgios [17]                        | 6-2, 7-6, 6-2                            |
| Individuales masculinos - Tercera ronda              | Stan Wawrinka [3]                        | Jeremy Chardy [30]                       | 6-4, 6-3, 7-5                            |
| Partidos en la Cancha Suzanne Lenglen (Grandstand)   |                                          |                                          |                                          |
| Modalidad                                            | Ganadores                                | Perdedores                               | Resultado                                |
| Individuales femeninos - Tercera ronda               | Simona Halep [6]                         | Naomi Osaka                              | 4-6, 6-2, 6-3                            |
| Individuales masculinos - Tercera ronda              | Andy Murray [2]                          | Ivo Karlović [27]                        | 6-1, 6-4, 7-6                            |
| Individuales femeninos - Tercera ronda               | Agnieszka Radwanska [2]                  | Barbora Strýcová [30]                    | 6-2, 6-7, 6-2                            |
| Individuales masculinos - Tercera ronda              | Viktor Troicki [22]                      | Gilles Simon [16]                        | 6-4, 6-2, 6-2                            |
| Partidos en la Cancha 1                              |                                          |                                          |                                          |
| Modalidad                                            | Ganadores                                | Perdedores                               | Resultado                                |
| Individuales masculinos - Tercera ronda              | Milos Raonic [8]                         | Andrej Martin                            | 7-6, 6-2, 6-3                            |
| Individuales masculinos - Tercera ronda              | Kei Nishikori [5]                        | Fernando Verdasco                        | 6-3, 6-4, 3-6, 2-6, 6-4                  |
| Individuales femeninos - Tercera ronda               | Tsvetana Pironkova                       | Sloane Stephens [19]                     | 6-2, 6-1                                 |
| Fondo de color indica un partido de la rama femenina |                                          |                                          |                                          |

### Día 7 (28 de mayo)
- Orden de juego
- Cabezas de serie eliminados:
  - Individuales masculinos:  Jo-Wilfried Tsonga [6],  Feliciano López [21],  Pablo Cuevas [25]
  - Individuales femeninos:  Ana Ivanovic [14],  Dominika Cibulková [22],  Kristina Mladenovic [26],  Daria Kasatkina [29]
  - Dobles masculinos:  Vasek Pospisil /  Jack Sock [7]
  - Dobles femeninos:
  - Dobles mixtos:  Yaroslava Shvedova /  Florin Mergea [4]

| Partidos en canchas principales                      | Partidos en canchas principales                   | Partidos en canchas principales          | Partidos en canchas principales          |
| Partidos en el Estadio Philippe Chatrier             | Partidos en el Estadio Philippe Chatrier          | Partidos en el Estadio Philippe Chatrier | Partidos en el Estadio Philippe Chatrier |
| Modalidad                                            | Ganadores                                         | Perdedores                               | Resultado                                |
| ---------------------------------------------------- | ------------------------------------------------- | ---------------------------------------- | ---------------------------------------- |
| Individuales femeninos - Tercera ronda               | Timea Bacsinszky [8]                              | Pauline Parmentier                       | 6–4, 6–2                                 |
| Individuales femeninos - Tercera ronda               | Serena Williams [1]                               | Kristina Mladenovic [26]                 | 6–4, 7–6(12–10)                          |
| Individuales masculinos - Tercera ronda              | Ernests Gulbis                                    | Jo-Wilfried Tsonga [6]                   | 2–5, ret.                                |
| Individuales masculinos - Tercera ronda              | Novak Djokovic [1]                                | Aljaž Bedene                             | 6–2, 6–3, 6–3                            |
| Partidos en la Cancha Suzanne Lenglen (Grandstand)   |                                                   |                                          |                                          |
| Modalidad                                            | Ganadores                                         | Perdedores                               | Resultado                                |
| Individuales masculinos - Tercera ronda              | Dominic Thiem [13]                                | Alexander Zverev                         | 6–7(4–7), 6–3, 6–3, 6–3                  |
| Individuales femeninos - Tercera ronda               | Venus Williams [9]                                | Alize Cornet                             | 7–6(7–5), 1–6, 6–0                       |
| Dobles mixtos - Primera ronda                        | Kristina Mladenovic [3] Pierre-Hugues Herbert [3] | Arantxa Parra Santonja Mate Pavić        | 6–3, 6–4                                 |
| Partidos en la Cancha 1                              |                                                   |                                          |                                          |
| Modalidad                                            | Ganadores                                         | Perdedores                               | Resultado                                |
| Individuales femeninos - Tercera ronda               | Elina Svitolina [18]                              | Ana Ivanovic [14]                        | 6–4, 6–4                                 |
| Individuales masculinos - Tercera ronda              | David Ferrer [11]                                 | Feliciano López [21]                     | 6–4, 7–6(8–6), 6–1                       |
| Individuales masculinos - Tercera ronda              | Tomáš Berdych [7]                                 | Pablo Cuevas [25]                        | 4–6, 6–3, 6–2, 7–5                       |
| Fondo de color indica un partido de la rama femenina |                                                   |                                          |                                          |

### Día 8 (29 de mayo)
- Orden de juego
- Cabezas de serie eliminados:
  - Individuales masculinos:  Kei Nishikori [5],  Milos Raonic [8],  Viktor Troicki [22]
  - Individuales femeninos:  Svetlana Kuznetsova [13],  Irina-Camelia Begu [25]
  - Dobles masculinos:  Jamie Murray /  Bruno Soares [4],  Treat Huey /  Max Mirnyi [10],  Radek Štěpánek /  Nenad Zimonjić [12],  Daniel Nestor /  Aisam-ul-Haq Qureshi [14]
  - Dobles femeninos:  Martina Hingis /  Sania Mirza [1],  Timea Babos /  Yaroslava Shvedova [4],  Julia Görges /  Karolína Plíšková [10],  Andreja Klepač /  Katarina Srebotnik [11]
  - Dobles mixtos:

| Partidos en canchas principales                      | Partidos en canchas principales                   | Partidos en canchas principales                | Partidos en canchas principales          |
| Partidos en el Estadio Philippe Chatrier             | Partidos en el Estadio Philippe Chatrier          | Partidos en el Estadio Philippe Chatrier       | Partidos en el Estadio Philippe Chatrier |
| Modalidad                                            | Ganadores                                         | Perdedores                                     | Resultado                                |
| ---------------------------------------------------- | ------------------------------------------------- | ---------------------------------------------- | ---------------------------------------- |
| Individuales femeninos - Cuarta ronda                | Garbiñe Muguruza [4]                              | Svetlana Kuznetsova [13]                       | 6–3, 6–4                                 |
| Individuales masculinos - Cuarta ronda               | Stan Wawrinka [3]                                 | Viktor Troicki [22]                            | 7–6(7–5), 6–7(7–9), 6–3, 6–2             |
| Individuales masculinos - Cuarta ronda               | Richard Gasquet [9]                               | Kei Nishikori [5]                              | 6–4, 6–2, 4–6, 6–2                       |
| Partidos en la Cancha Suzanne Lenglen (Grandstand)   |                                                   |                                                |                                          |
| Modalidad                                            | Ganadores                                         | Perdedores                                     | Resultado                                |
| Individuales masculinos - Cuarta ronda               | Albert Ramos-Viñolas                              | Milos Raonic [8]                               | 6–2, 6–4, 6–4                            |
| Individuales femeninos - Cuarta ronda                | Shelby Rogers                                     | Irina-Camelia Begu [25]                        | 6–3, 6–4                                 |
| Individuales masculinos - Cuarta ronda               | Andy Murray [2]                                   | John Isner [15]                                | 7–6(11–9), 6–4, 6–3                      |
| Individuales femeninos - Cuarta ronda                | Tsvetana Pironkova vs. Agnieszka Radwańska [2]    | Tsvetana Pironkova vs. Agnieszka Radwańska [2] | 2–6, 0–3, Suspendido                     |
| Partidos en la Cancha 1                              |                                                   |                                                |                                          |
| Modalidad                                            | Ganadores                                         | Perdedores                                     | Resultado                                |
| Dobles femeninos - Tercera ronda                     | Xu Yifan [9] Zheng Saisai [9]                     | Aleksandra Krunić Mirjana Lučić-Baroni         | 7–5, 7–5                                 |
| Dobles masculinos - Tercera ronda                    | Bob Bryan [5] Mike Bryan [5]                      | Radek Štěpánek [12] Nenad Zimonjić [12]        | 4–6, 7–6(8–6), 6–3                       |
| Dobles masculinos - Tercera ronda                    | Julien Benneteau [WC] Édouard Roger-Vasselin [WC] | Treat Huey [10] Max Mirnyi [10]                | 6–4, 6–4                                 |
| Dobles femeninos - Tercera ronda                     | Barbora Krejčíková Kateřina Siniaková             | Martina Hingis [1] Sania Mirza [1]             | 6–3, 6–2                                 |
| Individuales femeninos - Cuarta ronda                | Simona Halep [6] vs. Samantha Stosur [21]         | Simona Halep [6] vs. Samantha Stosur [21]      | 5–3, Suspendido                          |
| Fondo de color indica un partido de la rama femenina |                                                   |                                                |                                          |

### Día 9 (30 de mayo)
Todos los partidos de la jornada se suponía que se jugarían, pero con la interrupción continua del tiempo, los juegos fue cancelado (por primera vez en dieciséis años).
- Orden de juego

### Día 10 (31 de mayo)
- Orden de juego
- Cabezas de serie eliminados:
  - Individuales masculinos:
  - Individuales femeninos:  Agnieszka Radwańska [2],  Simona Halep [6]

| Partidos en canchas principales                      | Partidos en canchas principales                   | Partidos en canchas principales                   | Partidos en canchas principales          |
| Partidos en el Estadio Philippe Chatrier             | Partidos en el Estadio Philippe Chatrier          | Partidos en el Estadio Philippe Chatrier          | Partidos en el Estadio Philippe Chatrier |
| Modalidad                                            | Ganadores                                         | Perdedores                                        | Resultado                                |
| ---------------------------------------------------- | ------------------------------------------------- | ------------------------------------------------- | ---------------------------------------- |
| Individuales masculinos - Cuarta ronda               | Novak Djokovic [1] vs. Roberto Bautista Agut [14] | Novak Djokovic [1] vs. Roberto Bautista Agut [14] | 3-6 6-4 4-1 suspendido                   |
| Partidos en la Cancha Suzanne Lenglen (Grandstand)   |                                                   |                                                   |                                          |
| Modalidad                                            | Ganadores                                         | Perdedores                                        | Resultado                                |
| Individuales femeninos - Cuarta ronda                | Tsvetana Pironkova                                | Agnieszka Radwańska [2]                           | 2–6, 6–3, 6–3                            |
| Individuales masculinos - Cuarta ronda               | David Ferrer [11] vs. Tomáš Berdych [7]           | David Ferrer [11] vs. Tomáš Berdych [7]           | 2-1 suspendido                           |
| Partidos en la Cancha 1                              |                                                   |                                                   |                                          |
| Modalidad                                            | Ganadores                                         | Perdedores                                        | Resultado                                |
| Individuales femeninos - Cuarta ronda                | Samantha Stosur [21]                              | Simona Halep [6]                                  | 7–6(7–0), 6–3                            |
| Individuales masculinos - Cuarta ronda               | David Goffin [12] vs. Ernests Gulbis              | David Goffin [12] vs. Ernests Gulbis              | 0-3 suspendido                           |
| Fondo de color indica un partido de la rama femenina |                                                   |                                                   |                                          |

### Día 11 (1 de junio)
- Orden de juego
- Cabezas de serie eliminados:
  - Individuales masculinos:  Richard Gasquet [9],  David Ferrer [11],  Roberto Bautista Agut [14]
  - Individuales femeninos:  Venus Williams [9],  Carla Suárez Navarro [11],  Madison Keys [15],  Elina Svitolina [18]
  - Dobles masculinos:  Pierre-Hugues Herbert /  Nicolas Mahut [1],  Rohan Bopanna /  Florin Mergea [6],  Marcin Matkowski /  Leander Paes [16]
  - Dobles femeninos:  Chan Hao-ching /  Chan Yung-jan [3],  Andrea Hlaváčková /  Lucie Hradecká [6],  Xu Yifan /  Zheng Saisai [9]
  - Dobles mixtos:

| Partidos en canchas principales                      | Partidos en canchas principales          | Partidos en canchas principales          | Partidos en canchas principales          |
| Partidos en el Estadio Philippe Chatrier             | Partidos en el Estadio Philippe Chatrier | Partidos en el Estadio Philippe Chatrier | Partidos en el Estadio Philippe Chatrier |
| Modalidad                                            | Ganadores                                | Perdedores                               | Resultado                                |
| ---------------------------------------------------- | ---------------------------------------- | ---------------------------------------- | ---------------------------------------- |
| Individuales femeninos - Cuarta ronda                | Serena Williams [1]                      | Elina Svitolina [18]                     | 6-1, 6-1                                 |
| Individuales masculinos - Cuarta ronda               | Novak Djokovic [1]                       | Roberto Bautista Agut [14]               | 3-6, 6-4, 6-1, 7-5                       |
| Individuales masculinos - Cuartos de final           | Andy Murray [2]                          | Richard Gasquet [9]                      | 5-7, 7-6(7-3), 6-0, 6-1                  |
| Individuales femeninos - Cuartos de final            | Samantha Stosur [21]                     | Tsvetana Pironkova                       | 6-4, 7-6(8-6)                            |
| Partidos en la Cancha Suzanne Lenglen (Grandstand)   |                                          |                                          |                                          |
| Modalidad                                            | Ganadores                                | Perdedores                               | Resultado                                |
| Individuales femeninos - Cuarta ronda                | Timea Bacsinszky [8]                     | Venus Williams [9]                       | 6-2, 6-4                                 |
| Individuales masculinos - Cuarta ronda               | Tomáš Berdych [7]                        | David Ferrer [11]                        | 6-3, 7-5, 6-3                            |
| Individuales masculinos - Cuartos de final           | Stan Wawrinka [4]                        | Albert Ramos-Viñolas                     | 6-2, 6-1, 7-6(9-7)                       |
| Individuales femeninos - Cuartos de final            | Garbiñe Muguruza [4]                     | Shelby Rogers                            | 7-5, 6-3                                 |
| Partidos en la Cancha 1                              |                                          |                                          |                                          |
| Modalidad                                            | Ganadores                                | Perdedores                               | Resultado                                |
| Individuales femeninos - Cuarta ronda                | Kiki Bertens                             | Madison Keys [15]                        | 7-6(7-4), 6-3                            |
| Individuales masculinos - Cuarta ronda               | David Goffin [12]                        | Ernests Gulbis                           | 4-6, 6-2, 6-2, 6-3                       |
| Fondo de color indica un partido de la rama femenina |                                          |                                          |                                          |

### Día 12 (2 de junio)
- Orden de juego
- Cabezas de serie eliminados:
  - Individuales masculinos:  Tomáš Berdych [8],  David Goffin [13]
  - Individuales femeninos:  Timea Bacsinszky [8]
  - Dobles masculinos:
  - Dobles mixtos:  Kristina Mladenovic /  Pierre-Hugues Herbert [3],  Yelena Vesnina /  Bruno Soares [5],  Andrea Hlaváčková /  Édouard Roger-Vasselin [6],  Chan Yung-jan /  Max Mirnyi [7]

| Partidos en canchas principales                      | Partidos en canchas principales          | Partidos en canchas principales                   | Partidos en canchas principales          |
| Partidos en el Estadio Philippe Chatrier             | Partidos en el Estadio Philippe Chatrier | Partidos en el Estadio Philippe Chatrier          | Partidos en el Estadio Philippe Chatrier |
| Modalidad                                            | Ganadores                                | Perdedores                                        | Resultado                                |
| ---------------------------------------------------- | ---------------------------------------- | ------------------------------------------------- | ---------------------------------------- |
| Individuales masculinos - Cuartos de final           | Novak Djokovic [1]                       | Tomáš Berdych [7]                                 | 6-3, 7-5, 6-3                            |
| Individuales femeninos - Cuartos de final            | Serena Williams [1]                      | Yulia Putintseva                                  | 5–7, 6–4, 6–1                            |
| Dobles mixtos - Semifinales                          | Martina Hingis Leander Paes              | Andrea Hlaváčková [6] Édouard Roger-Vasselin [6]  | 6–3, 3–6, [10–7]                         |
| Partidos en la Cancha Suzanne Lenglen (Grandstand)   |                                          |                                                   |                                          |
| Modalidad                                            | Ganadores                                | Perdedores                                        | Resultado                                |
| Individuales masculinos - Cuartos de final           | Dominic Thiem [13]                       | David Goffin [12]                                 | 4-6, 7-6(9-7), 6-4, 6-1                  |
| Individuales femeninos - Cuartos de final            | Kiki Bertens                             | Timea Bacsinszky [8]                              | 7–5, 6–2                                 |
| Dobles mixtos - Semifinales                          | Sania Mirza [2] Ivan Dodig [2]           | Kristina Mladenovic [3] Pierre-Hugues Herbert [3] | 4–6, 6–3, [12–10]                        |
| Partidos en la Cancha 1                              |                                          |                                                   |                                          |
| Modalidad                                            | Ganadores                                | Perdedores                                        | Resultado                                |
| Dobles masculinos - Cuartos de final                 | Feliciano López [15] Marc López [15]     | Julien Benneteau [WC] Édouard Roger-Vasselin [WC] | 3–6, 6–4, 7–6(9–7)                       |
| Dobles mixtos - Cuartos de final                     | Martina Hingis Leander Paes              | Yelena Vesnina [5] Bruno Soares [5]               | 6–4, 6–3                                 |
| Fondo de color indica un partido de la rama femenina |                                          |                                                   |                                          |

### Día 13 (3 de junio)
- Orden de juego
- Cabezas de serie eliminados:
  - Individuales masculinos:  Dominic Thiem [13],  Stan Wawrinka [3]
  - Individuales femeninos:  Samantha Stosur [21]
  - Dobles masculinos:  Ivan Dodig /  Marcelo Melo [3],  Lukasz Kubot /  Alexander Peya [9]
  - Dobles femeninos:
  - Dobles mixtos:  Sania Mirza /  Ivan Dodig [2]

| Partidos en canchas principales                      | Partidos en canchas principales             | Partidos en canchas principales          | Partidos en canchas principales          |
| Partidos en el Estadio Philippe Chatrier             | Partidos en el Estadio Philippe Chatrier    | Partidos en el Estadio Philippe Chatrier | Partidos en el Estadio Philippe Chatrier |
| Modalidad                                            | Ganadores                                   | Perdedores                               | Resultado                                |
| ---------------------------------------------------- | ------------------------------------------- | ---------------------------------------- | ---------------------------------------- |
| Individuales femeninos - Semifinales                 | Serena Williams [1]                         | Kiki Bertens                             | 7-6(9-7), 6-4                            |
| Individuales masculinos - Semifinales                | Andy Murray [2]                             | Stan Wawrinka [3]                        | 6-4, 6-2, 4-6, 6-2                       |
| Dobles mixtos - Final                                | Martina Hingis Leander Paes                 | Sania Mirza [2] Ivan Dodig [2]           | 4–6, 6–4, [10–8]                         |
| Partidos en la Cancha Suzanne Lenglen (Grandstand)   |                                             |                                          |                                          |
| Modalidad                                            | Ganadores                                   | Perdedores                               | Resultado                                |
| Individuales femeninos - Semifinales                 | Garbine Muguruza [4]                        | Samantha Stosur [21]                     | 6-2, 6-4                                 |
| Individuales masculinos - Semifinales                | Novak Djokovic [1]                          | Dominic Thiem [13]                       | 6-2, 6-1, 6-4                            |
| Dobles femeninos - Semifinales                       | Caroline Garcia [5] Kristina Mladenovic [5] | Margarita Gasparyan Svetlana Kuznetsova  | 6-4, 4-6, 6-3                            |
| Partidos en la Cancha 1                              |                                             |                                          |                                          |
| Modalidad                                            | Ganadores                                   | Perdedores                               | Resultado                                |
| Dobles femeninos - Semifinales                       | Yekaterina Makarova [7] Yelena Vesnina [7]  | Barbora Krejčíková Kateřina Siniaková    | 6-4, 6-2                                 |
| Dobles masculinos - Semifinales                      | Feliciano López [15] Marc López [15]        | Ivan Dodig [3] Marcelo Melo [3]          | 6-2, 3-6, 7-5                            |
| Dobles masculinos - Semifinales                      | Mike Bryan [5] Bob Bryan [5]                | Lukasz Kubot [9] Alexander Peya [9]      | 7-5, 6-1                                 |
| Fondo de color indica un partido de la rama femenina |                                             |                                          |                                          |

### Día 14 (4 de junio)
- Orden de juego
- Cabezas de serie eliminados:
  - Individuales femeninos:  Serena Williams [1]
  - Dobles masculinos:  Mike Bryan /  Bob Bryan [5]

| Partidos en canchas principales                      | Partidos en canchas principales          | Partidos en canchas principales          | Partidos en canchas principales          |
| Partidos en el Estadio Philippe Chatrier             | Partidos en el Estadio Philippe Chatrier | Partidos en el Estadio Philippe Chatrier | Partidos en el Estadio Philippe Chatrier |
| Modalidad                                            | Ganadores                                | Perdedores                               | Resultado                                |
| ---------------------------------------------------- | ---------------------------------------- | ---------------------------------------- | ---------------------------------------- |
| Individuales femeninos - Final                       | Garbiñe Muguruza [4]                     | Serena Williams [1]                      | 7-5, 6-4                                 |
| Dobles masculinos - Final                            | Feliciano López [15] Marc López [15]     | Mike Bryan [5] Bob Bryan [5]             | 6-4, 6-7(6-8), 6-4                       |
| Fondo de color indica un partido de la rama femenina |                                          |                                          |                                          |

### Día 15 (5 de junio)
- Orden de juego
- Cabezas de serie eliminados:
  - Individuales masculinos:  Andy Murray [2]
  - Dobles femeninos:  Yekaterina Makarova [7] /  Yelena Vesnina [7]

| Partidos en canchas principales                      | Partidos en canchas principales             | Partidos en canchas principales            | Partidos en canchas principales          |
| Partidos en el Estadio Philippe Chatrier             | Partidos en el Estadio Philippe Chatrier    | Partidos en el Estadio Philippe Chatrier   | Partidos en el Estadio Philippe Chatrier |
| Modalidad                                            | Ganadores                                   | Perdedores                                 | Resultado                                |
| ---------------------------------------------------- | ------------------------------------------- | ------------------------------------------ | ---------------------------------------- |
| Dobles femeninos - Final                             | Caroline Garcia [5] Kristina Mladenovic [5] | Yekaterina Makarova [7] Yelena Vesnina [7] | 6–3, 2–6, 6–4                            |
| Individuales masculinos - Final                      | Novak Djokovic [1]                          | Andy Murray [2]                            | 3-6, 6-1, 6-2, 6-4                       |
| Fondo de color indica un partido de la rama femenina |                                             |                                            |                                          |

## Cabezas de serie
Las siguientes tablas muestran a los cabezas de serie y los jugadores que no se presentaron en el torneo. El ranking está realizado con base en las posiciones que mantenían los jugadores a fecha del 16 de mayo de 2016 y los puntos ganados desde el 23 de mayo.

### Cuadro individual masculino
| Cabeza de serie | Clasificación | Jugador               | Puntos | Puntos por defender | Puntos ganados | Nuevos puntos | Ronda hasta la que avanzó en el torneo            |
| --------------- | ------------- | --------------------- | ------ | ------------------- | -------------- | ------------- | ------------------------------------------------- |
| 1               | 1             | Novak Djokovic        | 16150  | 1200                | 2000           | 16950         | Campeón, venció a Andy Murray [2]                 |
| 2               | 2             | Andy Murray           | 8435   | 720                 | 1200           | 8915          | Final, perdió ante Novak Djokovic [1]             |
| 3               | 4             | Stan Wawrinka         | 6315   | 2000                | 720            | 5035          | Semifinales, perdió ante Andy Murray [2]          |
| 4               | 5             | Rafael Nadal          | 5675   | 360                 | 90             | 5405          | Tercera ronda, se retiró por lesión en la muñeca  |
| 5               | 6             | Kei Nishikori         | 4470   | 360                 | 180            | 4290          | Cuarta ronda, perdió ante Richard Gasquet [9]     |
| 6               | 7             | Jo-Wilfried Tsonga    | 3355   | 720                 | 90             | 2725          | Tercera ronda, retiró ante Ernests Gulbis         |
| 7               | 8             | Tomáš Berdych         | 2850   | 180                 | 360            | 3030          | Cuartos de final, perdió ante Novak Djokovic [1]  |
| 8               | 9             | Milos Raonic          | 2785   | 0                   | 180            | 2965          | Cuarta ronda, perdió ante Albert Ramos-Viñolas    |
| 9               | 10            | Richard Gasquet       | 2725   | 180                 | 360            | 2905          | Cuartos de final, perdió ante Andy Murray [2]     |
| 10              | 11            | Marin Čilić           | 2715   | 180                 | 10             | 2545          | Primera ronda, perdió ante Marco Trungelliti [Q]  |
| 11              | 12            | David Ferrer          | 2650   | 360                 | 180            | 2560          | Cuarta ronda, perdió ante Tomáš Berdych [7]       |
| 12              | 13            | David Goffin          | 2570   | 90                  | 360            | 2840          | Cuartos de final, perdió ante Dominic Thiem [13]  |
| 13              | 15            | Dominic Thiem         | 2430   | 45                  | 720            | 3105          | Semifinales, perdió ante Novak Djokovic [1]       |
| 14              | 16            | Roberto Bautista Agut | 2015   | 45                  | 180            | 2150          | Cuarta ronda, perdió ante Novak Djokovic [1]      |
| 15              | 17            | John Isner            | 2010   | 45                  | 180            | 2145          | Cuarta ronda, perdió ante Andy Murray [2]         |
| 16              | 18            | Gilles Simon          | 1945   | 180                 | 90             | 1855          | Tercera ronda, perdió ante Viktor Troicki [22]    |
| 17              | 19            | Nick Kyrgios          | 1875   | 90                  | 90             | 1875          | Tercera ronda, perdió ante Richard Gasquet [9]    |
| 18              | 20            | Kevin Anderson        | 1795   | 90                  | 10             | 1760          | Primera ronda, perdió ante Stéphane Robert [WC]   |
| 19              | 21            | Benoît Paire          | 1641   | 90                  | 45             | 1596          | Segunda ronda, perdió ante Teimuraz Gabashvili    |
| 20              | 22            | Bernard Tomic         | 1625   | 45                  | 45             | 1625          | Segunda ronda, perdió ante Borna Ćorić            |
| 21              | 23            | Feliciano López       | 1550   | 10                  | 90             | 1630          | Tercera ronda, perdió ante David Ferrer [11]      |
| 22              | 24            | Viktor Troicki        | 1535   | 45                  | 180            | 1670          | Cuarta ronda, perdió ante Stan Wawrinka [3]       |
| 23              | 25            | Jack Sock             | 1505   | 180                 | 90             | 1415          | Tercera ronda, perdió ante Albert Ramos-Viñolas   |
| 24              | 26            | Philipp Kohlschreiber | 1485   | 45                  | 10             | 1450          | Primera ronda, perdió ante Nicolás Almagro        |
| 25              | 27            | Pablo Cuevas          | 1450   | 90                  | 90             | 1450          | Tercera ronda, perdió ante Tomáš Berdych [7]      |
| 26              | 28            | João Sousa            | 1335   | 45                  | 45             | 1335          | Segunda ronda, perdió ante Ernests Gulbis         |
| 27              | 29            | Ivo Karlović          | 1280   | 10                  | 90             | 1360          | Tercera ronda, perdió ante Andy Murray [2]        |
| 28              | 31            | Lucas Pouille         | 1266   | 0                   | 45             | 1311          | Segunda ronda, perdió ante Andrej Martin [LL]     |
| 29              | 32            | Jérémy Chardy         | 1265   | 180                 | 90             | 1175          | Tercera ronda, perdió ante Stanislas Wawrinka [3] |
| 30              | 33            | Federico Delbonis     | 1210   | 10                  | 10             | 1210          | Primera ronda, perdió ante Pablo Carreño          |
| 31              | 34            | Fabio Fognini         | 1205   | 45                  | 10             | 1170          | Primera ronda, perdió ante Marcel Granollers      |
| 32              | 35            | Steve Johnson         | 1190   | 10                  | 10             | 1190          | Primera ronda, perdió ante Fernando Verdasco      |

#### Bajas masculinas notables
| Clas. | Jugador              | Puntos | Puntos por defender | Puntos ganados | Nuevos puntos | Motivo            |
| ----- | -------------------- | ------ | ------------------- | -------------- | ------------- | ----------------- |
| 3     | Roger Federer        | 7015   | 360                 | 0              | 6645          | Lesión de espalda |
| 14    | Gaël Monfils         | 2470   | 180                 | 0              | 2290          | Infección viral   |
| 30    | Aleksandr Dolgopólov | 1270   | 10                  | 00             | 1260          |                   |

### Cuadro individual femenino
| Cabeza de serie | Clasificación | Jugadora                  | Puntos | Puntos por defender | Puntos ganados | Nuevos puntos | Ronda hasta la que avanzó en el torneo               |
| --------------- | ------------- | ------------------------- | ------ | ------------------- | -------------- | ------------- | ---------------------------------------------------- |
| 1               | 1             | Serena Williams           | 9,030  | 2,000               | 1,300          | 8,330         | Final, perdió ante Garbiñe Muguruza [4]              |
| 2               | 2             | Agnieszka Radwańska       | 5,850  | 10                  | 240            | 6,080         | Cuarta ronda, perdió ante Tsvetana Pironkova         |
| 3               | 3             | Angelique Kerber          | 5,740  | 130                 | 10             | 5,660         | Primera ronda, perdió ante Kiki Bertens              |
| 4               | 4             | Garbiñe Muguruza          | 5,196  | 430                 | 2,000          | 6,766         | Campeona, venció a Serena Williams [1]               |
| 5               | 5             | Victoria Azarenka         | 4,341  | 130                 | 10             | 4,222         | Primera ronda, retiró ante Karin Knapp               |
| 6               | 6             | Simona Halep              | 4,301  | 70                  | 240            | 4,471         | Cuarta ronda, perdió ante Samantha Stosur [21]       |
| 7               | 7             | Roberta Vinci             | 3,405  | 10                  | 10             | 3,405         | Primera ronda, perdió ante Kateryna Bondarenko       |
| 8               | 9             | Timea Bacsinszky          | 3,150  | 780                 | 430            | 2,690         | Cuartos de final, perdió ante Kiki Bertens           |
| 9               | 11            | Venus Williams            | 2,886  | 10                  | 240            | 3,116         | Cuarta ronda, perdió ante Timea Bacsinszky [8]       |
| 10              | 12            | Petra Kvitová             | 2,878  | 240                 | 130            | 2,768         | Tercera ronda, perdió ante Shelby Rogers             |
| 11              | 13            | Lucie Šafářová            | 2,843  | 1,300               | 130            | 1,673         | Tercera ronda, perdió ante Samantha Stosur [21]      |
| 12              | 14            | Carla Suárez Navarro      | 2,585  | 130                 | 240            | 2,695         | Cuarta ronda, perdió ante Yulia Putintseva           |
| 13              | 15            | Svetlana Kuznetsova       | 2,585  | 70                  | 240            | 2,755         | Cuarta ronda, perdió ante Garbiñe Muguruza [4]       |
| 14              | 16            | Ana Ivanović              | 2,560  | 780                 | 130            | 1,910         | Tercera ronda, perdió ante Elina Svitolina [18]      |
| 15              | 17            | Madison Keys              | 2,482  | 130                 | 240            | 2,592         | Cuarta ronda, perdió ante Kiki Bertens               |
| 16              | 18            | Sara Errani               | 2,450  | 430                 | 10             | 2,030         | Primera ronda, perdió ante Tsvetana Pironkova        |
| 17              | 19            | Karolína Plíšková         | 2,420  | 70                  | 10             | 2,360         | Primera ronda, perdió ante Shelby Rogers             |
| 18              | 20            | Elina Svitolina           | 2,416  | 430                 | 240            | 2,226         | Cuarta ronda, perdió ante Serena Williams [1]        |
| 19              | 22            | Sloane Stephens           | 2,260  | 240                 | 130            | 2,150         | Tercera ronda, perdió ante Tsvetana Pironkova        |
| 20              | 22            | Johanna Konta             | 2,280  | 40                  | 10             | 2,250         | Primera ronda, perdió ante Julia Görges              |
| 21              | 24            | Samantha Stosur           | 2,050  | 130                 | 780            | 2,700         | Semifinales, perdió ante Garbiñe Muguruza [4]        |
| 22              | 25            | Dominika Cibulková        | 1,951  | 0                   | 130            | 2,081         | Tercera ronda, perdió ante Carla Suárez Navarro [12] |
| 23              | 26            | Jelena Janković           | 1,940  | 10                  | 10             | 1,940         | Primera ronda, perdió ante Tatjana Maria             |
| 24              | 27            | Anastasiya Pavliuchenkova | 1,840  | 10                  | 130            | 1,960         | Tercera ronda, perdió ante Svetlana Kuznetsova [13]  |
| 25              | 28            | Irina-Camelia Begu        | 1,655  | 130                 | 240            | 1,765         | Cuarta ronda, perdió ante Shelby Rogers              |
| 26              | 30            | Kristina Mladenovic       | 1,550  | 130                 | 130            | 1,550         | Tercera ronda, perdió ante Serena Williams [1]       |
| 27              | 30            | Yekaterina Makárova       | 1,552  | 240                 | 70             | 1,382         | Segunda ronda, perdió ante Yanina Wickmayer          |
| 28              | 32            | Andrea Petkovic           | 1,545  | 130                 | 10             | 1,485         | Segunda ronda, perdió ante Yulia Putintseva          |
| 29              | 32            | Daria Kasátkina           | 1,538  | (50)                | 130            | 1,618         | Tercera ronda, perdió ante Kiki Bertens              |
| 30              | 33            | Barbora Strýcová          | 1,520  | 10                  | 130            | 1,640         | Tercera ronda, perdió ante Agnieszka Radwańska [2]   |
| 31              | 35            | Monica Niculescu          | 1,450  | 10                  | 10             | 1,450         | Primera ronda, perdió ante Pauline Parmentier        |
| 32              | 36            | Jeļena Ostapenko          | 1,365  | (13)                | 10             | 1,362         | Primera ronda, perdió ante Naomi Osaka               |

#### Bajas femeninas notables
| Clas. | Jugadora           | Puntos | Puntos por defender | Puntos ganados | Nuevos puntos | Motivo                 |
| ----- | ------------------ | ------ | ------------------- | -------------- | ------------- | ---------------------- |
| 8     | Belinda Bencic     | 3,330  | 70                  | 0              | 3,260         | Lesiones en la espalda |
| 24    | María Sharápova    | 2,141  | 240                 | 0              | 1,901         | Suspensión provisional |
| 34    | Caroline Wozniacki | 1,456  | 70                  | 0              | 1,386         | Lesión en el tobillo   |

## Cabezas de serie dobles
| Jugadores             | Jugadores            | Rank1 | Cabeza de serie |
| --------------------- | -------------------- | ----- | --------------- |
| Pierre-Hugues Herbert | Nicolas Mahut        | 8     | 1               |
| Jean-Julien Rojer     | Horia Tecău          | 9     | 2               |
| Ivan Dodig            | Marcelo Melo         | 10    | 3               |
| Jamie Murray          | Bruno Soares         | 13    | 4               |
| Bob Bryan             | Mike Bryan           | 15    | 5               |
| Rohan Bopanna         | Florin Mergea        | 24    | 6               |
| Vasek Pospisil        | Jack Sock            | 35    | 7               |
| Raven Klaasen         | Rajeev Ram           | 44    | 8               |
| Łukasz Kubot          | Alexander Peya       | 44    | 9               |
| Treat Huey            | Max Mirnyi           | 46    | 10              |
| Henri Kontinen        | John Peers           | 47    | 11              |
| Radek Štepánek        | Nenad Zimonjić       | 49    | 12              |
| Juan Sebastián Cabal  | Robert Farah         | 50    | 13              |
| Daniel Nestor         | Aisam-ul-Haq Qureshi | 66    | 14              |
| Feliciano López       | Marc López           | 70    | 15              |
| Marcin Matkowski      | Leander Paes         | 70    | 16              |

| Jugadores             | Jugadores           | Rank1 | Cabeza de serie |
| --------------------- | ------------------- | ----- | --------------- |
| Martina Hingis        | Sania Mirza         | 2     | 1               |
| Bethanie Mattek-Sands | Lucie Šafářová      | 10    | 2               |
| Chan Hao-ching        | Chan Yung-jan       | 11    | 3               |
| Tímea Babos           | Yaroslava Shvedova  | 18    | 4               |
| Caroline Garcia       | Kristina Mladenovic | 19    | 5               |
| Andrea Hlaváčková     | Lucie Hradecká      | 22    | 6               |
| Yekaterina Makarova   | Yelena Vesnina      | 24    | 7               |
| Raquel Atawo          | Abigail Spears      | 40    | 8               |
| Xu Yifan              | Zheng Saisai        | 42    | 9               |
| Julia Görges          | Karolína Plíšková   | 47    | 10              |
| Andreja Klepač        | Katarina Srebotnik  | 53    | 11              |
| Lara Arruabarrena     | Sara Errani         | 57    | 12              |
| Anabel Medina         | Arantxa Parra       | 59    | 13              |
| Irina-Camelia Begu    | Monica Niculescu    | 63    | 14              |
| Vania King            | Alla Kudryavtseva   | 64    | 15              |
| Chuang Chia-jung      | Hsieh Su-wei        | 74    | 16              |

### Dobles mixto
| Jugadores           | Jugadores              | Rank1 | Cabeza de serie |
| ------------------- | ---------------------- | ----- | --------------- |
| Chan Hao-ching      | Jamie Murray           | 9     | 1               |
| Sania Mirza         | Ivan Dodig             | 10    | 2               |
| Kristina Mladenovic | Pierre-Hugues Herbert  | 17    | 3               |
| Yaroslava Shvedova  | Florin Mergea          | 17    | 4               |
| Yelena Vesnina      | Bruno Soares           | 19    | 5               |
| Andrea Hlaváčková   | Édouard Roger-Vasselin | 27    | 6               |
| Chan Yung-jan       | Max Mirnyi             | 27    | 7               |
| Coco Vandeweghe     | Bob Bryan              | 29    | 8               |

## Campeones defensores
| Modalidad                   | Campeones 2015                          | Campeones 2016                      |
| Individual masculino        | Stan Wawrinka                           | Novak Djokovic                      |
| Individual femenino         | Serena Williams                         | Garbiñe Muguruza                    |
| Dobles masculino            | Ivan Dodig Marcelo Melo                 | Feliciano López Marc López          |
| Dobles femenino             | Bethanie Mattek-Sands Lucie Šafářová    | Caroline Garcia Kristina Mladenovic |
| Dobles mixto                | Bethanie Mattek-Sands Mike Bryan        | Martina Hingis Leander Paes         |
| Individual júnior masculino | Tommy Paul                              | Geoffrey Blancaneaux                |
| Individual júnior femenino  | Paula Badosa Gibert                     | Rebeka Masarova                     |
| Dobles júnior masculino     | Álvaro López San Martín Jaume Munar     | Yshai Oliel Patrik Rikl             |
| Dobles júnior femenino      | Miriam Kolodziejová Markéta Vondroušová | Paula Arias Manjón Olga Danilović   |

## Invitados
| - Grégoire Barrère - Julien Benneteau - Mathias Bourgue - Quentin Halys - Constant Lestienne - Stéphane Robert - Jordan Thompson - Bjorn Fratangelo | - Tessah Andrianjafitrimo - Océane Dodin - Myrtille Georges - Amandine Hesse - Alizé Lim - Virginie Razzano - Arina Rodionova - Taylor Townsend |

| - Grégoire Barrère / Quentin Halys - Julien Benneteau / Édouard Roger-Vasselin - Mathias Bourgue / Calvin Hemery - Kenny de Schepper / Maxime Teixeira - David Guez / Vincent Millot - Tristan Lamasine / Albano Olivetti - Stéphane Robert / Alexandre Sidorenko | - Tessah Andrianjafitrimo / Claire Feuerstein - Manon Arcangioli / Chloé Paquet - Clothilde de Bernardi / Shérazad Reix - Fiona Ferro / Virginie Razzano - Stéphanie Foretz / Amandine Hesse - Myrtille Georges / Alizé Lim - Mathilde Johansson / Pauline Parmentier |

| - Virginie Razzano / Vincent Millot - Pauline Parmentier / Julien Benneteau - Chloé Paquet / Benoît Paire - Alizé Lim / Paul-Henri Mathieu - Alizé Cornet / Jonathan Eysseric - Mathilde Johansson / Tristan Lamasine |

## Clasificación
| 1. Tobias Kamke 2. Radek Štěpánek 3. Steve Darcis 4. Jan-Lennard Struff 5. Marco Trungelliti 6. Carlos Berlocq 7. Roberto Carballés 8. Dustin Brown 9. Adrian Ungur 10. Marsel İlhan 11. Gerald Melzer 12. Jordi Samper-Montaña 13. Kenny de Schepper 14. Nikoloz Basilashvili 15. Laslo Djere 16. Radu Albot | 1. Louisa Chirico 2. Çağla Büyükakçay 3. Sorana Cîrstea 4. Sachia Vickery 5. Verónica Cepede Royg 6. Kateřina Siniaková 7. Daniela Hantuchová 8. İpek Soylu 9. Viktorija Golubic 10. Sara Sorribes Tormo 11. Lucie Hradecká 12. Maryna Zanevska |

## Campeones

### Sénior

#### Individuales masculino
Novak Djokovic venció a  Andy Murray por 3-6, 6-1, 6-2, 6-4

#### Individuales femenino
Garbiñe Muguruza venció a  Serena Williams por 7-5, 6-4

#### Dobles masculino
Feliciano López /  Marc López vencieron a  Bob Bryan /  Mike Bryan por 6-4, 6-7(6), 6-4

#### Dobles femenino
Caroline Garcia /  Kristina Mladenovic vencieron a  Yekaterina Makarova /  Yelena Vesnina por 6–3, 2–6, 6–4

#### Dobles mixtos
Martina Hingis /  Leander Paes vencieron a  Sania Mirza /  Ivan Dodig por 4-6, 6-4, [10-8]

### Júnior

#### Individuales masculino
Geoffrey Blancaneaux venció a  Félix Auger-Aliassime por 1–6, 6–3, 8–6

#### Individuales femenino
Rebeka Masarova venció a  Amanda Anisimova por 7–5, 7–5

#### Dobles masculino
Yshai Oliel /  Patrik Rikl vencieron a  Chung Yun-seong /  Orlando Luz por 6–3, 6–4

#### Dobles femenino
Paula Arias Manjón /  Olga Danilović vencieron a  Olesya Pervushina /  Anastasia Potapova por 3–6, 6–3, [10–8] 3–6, 6–3, [10–8]

### Silla de ruedas

#### Individual masculino
Gustavo Fernández venció a  Gordon Reid por 7–6(4), 6–1

#### Individuales femenino
Marjolein Buis venció a  Sabine Ellerbrock por 6–3, 6–4

#### Dobles masculino
Shingo Kunieda /  Gordon Reid vencieron a  Michaël Jeremiasz /  Stefan Olsson por 6–3, 6–2

#### Dobles femenino
Yui Kamiji /  Jordanne Whiley vencieron a  Jiske Griffioen /  Aniek van Koot por 6–4, 4–6, [10–6]

### Leyendas

#### Leyendas menores de 45 masculinos
Juan Carlos Ferrero /  Carlos Moyá vencieron a  Sébastien Grosjean /  Fabrice Santoro por 6–4, 6–4

#### Leyendas mayores de 45 masculinos
Sergi Bruguera /  Goran Ivanišević vencieron a  Yannick Noah /  Cédric Pioline por 6–3, 7–6(2)

#### Leyendas femenino
Lindsay Davenport /  Martina Navratilova vencieron a  Conchita Martínez /  Nathalie Tauziat por 6–3, 6–2